# Nadar (dibuixant)
Nadar   (Castelló de la Plana, 1985), pseudònim de Pep Domingo, és un dibuixant i guionista de còmics valencià.
Va estudiar Belles Arts a la Universitat de Barcelona. Va obtenir diversos premis en concursos de còmic, entre els quals destaquen els concursos Ciutat de Cornell i Noble villa de Portugalet (Bilbao). Va ser premiat a competicions com Creacomic (CAM) o Injuve.
A la fi dels estudis universitaris va publicar uns primers còmics a la revista Dos veces breve.
La seva primera obra llarga fou Papel estrujado (Astiberri, 2013), gestada a la maison des autors d'Angulema. Nadar va fer aquesta estada a França gràcies a una beca concedida pel centre Azkuna Zentroa de Bilbao, el 2012. Va guanyar el Premi del Públic a la Millor Obra al 32è Saló Internacional del Còmic de Barcelona el 2014.
Dos anys més tard va publicar una segona novel·la gràfica, titulada El mundo a tus pies (Astiberri, 2015).